# HIROMI
「HIROMI」（ヒロミ）は、日本のシンガーソングライター柴田淳の14枚目のシングルである。2007年1月11日発売。発売元はビクターエンタテインメント。

## 概要
アルバム『月夜の雨』からの先行シングル。初回限定盤と通常盤の二種リリース。初回限定盤はDVD付きで、「HIROMI」のPVと特典映像が収録されている。特典映像として、同時に制作された「HIROMI」のショートフイルム版の制作ドキュメンタリーと予告編が収録されている。ショートフイルム「HIROMI」は、翌月発売のアルバム『月夜の雨』の初回限定盤の付属DVDとして収録されており、柴田自身も女優として出演している。PVには、俳優の和田聰宏が起用されている。PV監督は井上都紀。

## 収録曲

### CD
1. HIROMI(5:16)
作詞・作曲：柴田淳、編曲：重実徹
2. あと少しだけ…(5:42)
作詞・作曲：柴田淳、編曲：羽毛田丈史

### DVD
1. HIROMI Music Clip
2. 特典映像

## 収録アルバム
- オリジナル『月夜の雨』（2007年2月21日）

## タイアップ
- HIROMI：日本テレビ系「GOOD LOOKIN′CLUB」エンディングテーマ